# Poisson salé

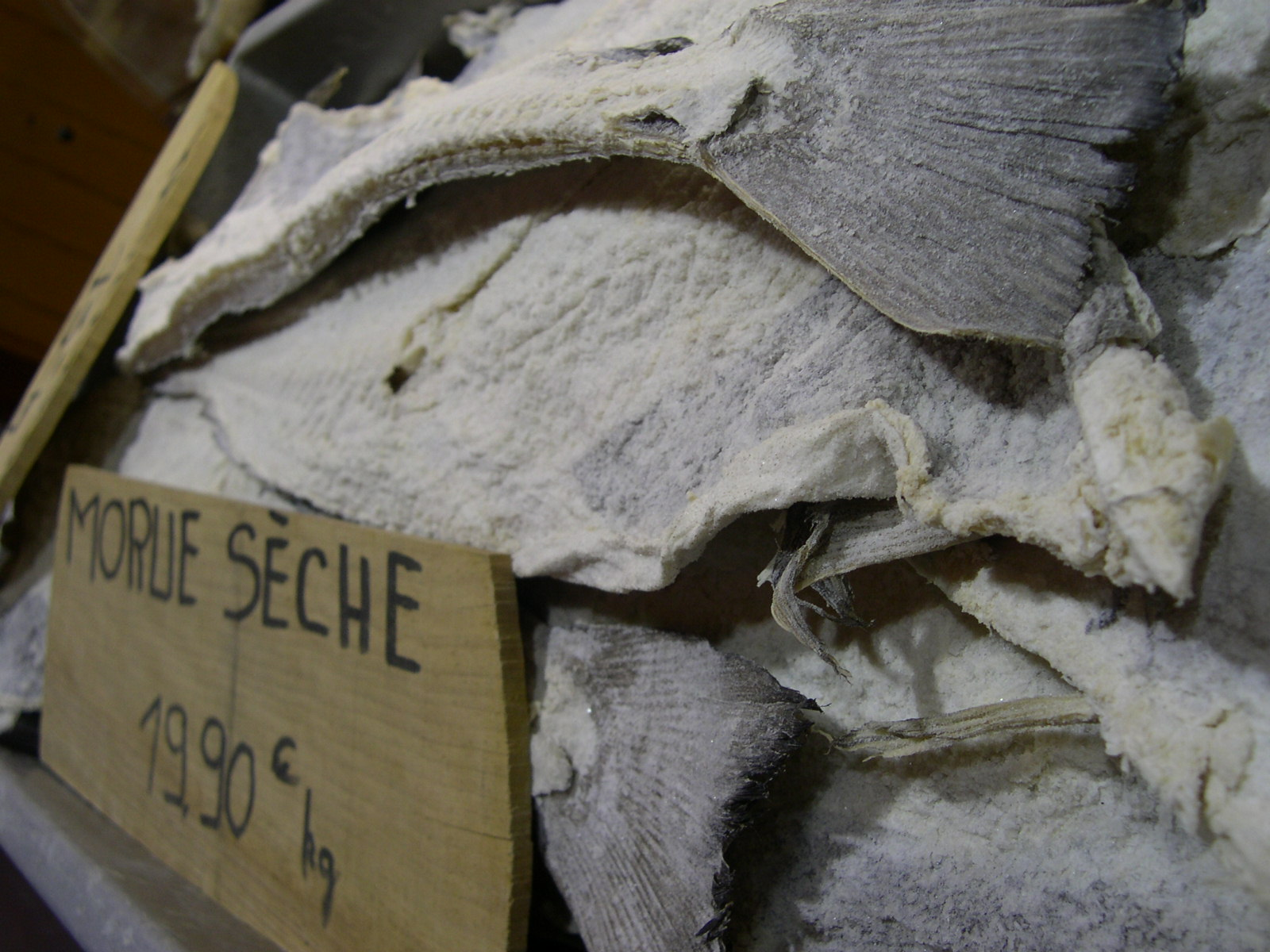
Morue salée à Nice.

Le poisson salé est un poisson qui a subi une salaison dans un but de conservation. La salaison du poisson permet d'en réduire la teneur en eau, dans laquelle croissent les micro-organismes. Ces derniers ne sont ainsi pas détruits, mais leur multiplication et leur croissance sont ralenties.
La salaison peut se faire en saumure (par injection ou par immersion) ou à sec (ou les deux), en frottant directement le poisson avec du sel. Dans les deux cas, le salage est réalisé sous réfrigération, afin de garder le contrôle sur la croissance microbienne. Tous les types de sels peuvent être utilisés. Une fois salé, le poisson peut être dessalé à l'eau douce avant consommation, afin d'enlever le goût excessif de sel.

## Salaison en saumure
Afin de saler un poisson en saumure, il faut au préalable préparer la saumure, mélange d'eau et de sel. Le poisson y est ensuite plongé durant plusieurs semaines, au frais. Ce procédé est couramment appelé le saumurage.

## Salaison à sec
La salaison à sec, contrairement à la salaison en saumure, se réalise directement avec le sel. Le poisson à conserver est introduit directement dans le sel, après avoir été découpé en morceaux. Cette technique de salaison peut être utilisée lors de la pêche maritime, afin de conserver le poisson jusqu'au retour sur la terre ferme.
Cette méthode de salage ne permet pas d'obtenir une salaison uniforme, d'autant plus lorsque le poisson n'est pas éviscéré. Elle permet cependant de garder le poisson raisonnablement sec, faisant dégorger et s'écouler l'eau des morceaux de poisson.

## Stockage
Le poisson peut être conservé, une fois salé, en le laissant sécher au soleil, pendu ou étendu.